# 希瑟·奥多诺霍
希瑟·奥多诺霍 (英語：Heather O'Donoghue）是一位英国中世纪历史学者，专攻古諾斯語，现工作于牛津大学李納克爾學院，主要作品有《从阿斯加德到瓦尔哈拉：北欧神话的现存历史》（From Asgard to Valhalla : the remarkable history of the Norse myths）等。